# Suzy Bogguss
Suzy Bogguss (Aledo, 1956. december 30. –) amerikai countryénekesnő, dalszerző. Karrierje az 1980-as években kezdődött. Az 1990-es években hat dala volt a top tizes sláger. Három albuma aranylemez volt, közűlük egy platina.

## Pályafutása
Susan Kay Bogguss négy testvére között a legfiatalabb volt. Közűlük Charles „Bud” Bogguss a hadsereg tisztje volt. Suzy nagymamája színházi zongorista volt.ötévesen kezdett énekelni szülővárosában, a College Avenue Presbyterian Church Angel kórusában. Szülei biztatására zongora- és dobleckéket is vett. Tinédzserként gitározni kezdett. Felkereste Roy Rogerst és Dale Evanst a kaliforniai Apple Valleyben lévő otthonukban, mivel ugyanabba a templomba jártak, mint a nagyszülei.
Számos musicalben szerepelt az Aledo High Schoolban. Az 1975-ben beiratkozott a bloomingtoni Illinois Wesleyan Egyetemre, később átkerült az Illinois Állami Egyetemre (ISU). 1980-ban szerzett diplomát.
Suzy Bogguss az 1980-as évek vége óta ismert countryés folkénekes, dalszerző. Egyik első slágere Patsy Montana klasszikusának, az „I Want to Be a Cowboy's Sweetheart” című dalnak előadása.
1988-ban Bogguss elnyerte az Academy of Country Music Newcomer Award díját. Egy évvel később megszerezte első top 20-as slágerét (Cross My Broken Heart). 1992-ben  a fiatal tehetség díjjal, a Country Music Association Horizont díjával is kitüntették. Három Grammy-díj jelölése is volt és 2005-ben el is nyerte („Best Traditional Folk Album”).
Bogguss legsikeresebb albuma, az „Aces” platinalemez lett 1991-ben, több mint egymillió példányban kelt el az Amerikai Egyesült Államokban. 1987-2001 között a Bogguss összesen 27 slágere volt az országoos listán. A legnagyobb sikerei 1992-93-ban voltak, amikor az Outbound Plane, az Aces, a Letting Go, a Drive South, a Just Like the Weather és a Hey Cinderella című számai a legjobb 10 sláger lett gyors egymásutánban. A John Hiatt által írt „Drive South” című szám pedig második helyezett lett.
2014-ben Bogguss kiadta a „Lucky” című albumát, amely Merle Haggard countryénekes és dalszerző előtti tisztelgése volt. 2016-ban a legsikeresebb albumuk, az Aces teljes újrafelvételét készítette el akusztikus feldolgozásokkal. (A CD lemez címe: Aces Redux).
Bogguss rendszeresen turnézik az Egyesült Államokban szólistakénk, és trióban Pam Tillisszel és Terri Clarkkal.

## Albumok
- 1981: Suzy
- 1989: Somewhere Between
- 1990: Moment of Truth
- 1991: Aces
- 1992: Voices in the Wind
- 1993: Something Up My Sleeve
- 1996: Give Me Some Wheels
- 1998: Nobody Love, Nobody Gets Hurt
- 2001: Live at Caffè Milano (live)
- 1999: Suzy Bogguss
- 2003: Swing
- 2007: Sweet Danger
- 2011: American Folk Songbook
- 2014: Lucky

- 1994: Greatest Hits
- 2002: 20 Greatest Hits

## Díjak
- 1989: Academy of Country Music Awards − Top New Female Vocalist
- 1992: Country Music Association Awards (Horizon Award)
- 1993: Country Music People International − Rising Star Award
- 1994: Country Music Association Awards − Album of the Year; artist és producer
- 2005: Grammy-díj − Best Traditional Folk Album